# Muzo.tv
Muzo.tv (zapis stylizowany: MUZO.TV) – kanał Telewizji Polsat o tematyce rozrywkowej, poświęcony muzyce pop i rock. Rozpoczął nadawanie 26 września 2014 roku, a zakończył 26 maja 2017 roku. Początkowo miał nosić nazwę P-Music. Szefem kanału był Marcin Bisiorek (Bisior), a szefem muzycznym Anna Nowaczyk. Początkowo stacja nadawała programy z prezenterami na żywo.
26 maja 2017 roku kanał zakończył nadawanie i został zastąpiony przez stację Polsat Music HD, która emituje muzykę pop. Jednocześnie zapowiedziano zachowanie stacji radiowej Muzo.fm.
Od momentu startu Radia Muzo.fm program wypełniały teledyski i materiały zrealizowane w studio radia, w ramach cyklu Live @ MUZO. Obecnie MUZO.TV jest kanałem, w serwisie YouTube, który publikuje materiały zrealizowane w radiu MUZO.FM, tworząc razem zintegrowany projekt muzyczny Grupy Polsat. Od 14 października 2022 roku jest on nieaktywny.
24 kwietnia 2024 roku Muzo.tv wraz z radiem Muzo.fm zostało przejęte przez Grupę ZPR Media.

## Programy
- Muzoranek
- The greatest Muzo
- Muzo non stop
- Muzo 3 faza
- Muzo Flesz
- Moje Muzo
- Muzo non stop noc
- Siedem po siódmej
- Trzecia faza

## Osoby związane z Muzo.tv
- Anna Nowaczyk
- Marcin Bisiorek
- Marcin Sobesto
- Jarosław Wendrowski
- Radosław Nałęcz
- Robert Zawieja
- Kamil Olszewski
- Idalia Tomczak